# ۹۱۸ (میلادی)
۹۱۸ (میلادی) نهصد  و هجدهمین سال تقویم میلادی است.

## درگذشتگان
‎